# Aubermesnil-aux-Érables
Aubermesnil-aux-Érables est une commune française située dans le département de la Seine-Maritime en région Normandie.

## Géographie

### Localisation
Aubermesnil-aux-Érables est un village rural de l'Entre Bray et Picardie (ou pays du Talou), située à 55 km au nord-est de Rouen, 24 km du Tréport et de la Manche et 53 km à l'ouest d'Amiens.
Les quelques hameaux se trouvent plus ou moins enclavés dans la forêt d'Eu.

### Hameaux et écarts
La commune compte pluisuers hameaux et lieux-dits : Langlet, le Comble, le Malessart, les Érables, les Buleux.

### Hydrographie
La commune est située dans le bassin Seine-Normandie. Elle est drainée par l'Yeres.
L'Yères, d'une longueur de 40 km, prend sa source dans la commune  et se jette  dans la Manche à Criel-sur-Mer, après avoir traversé 14 communes. 

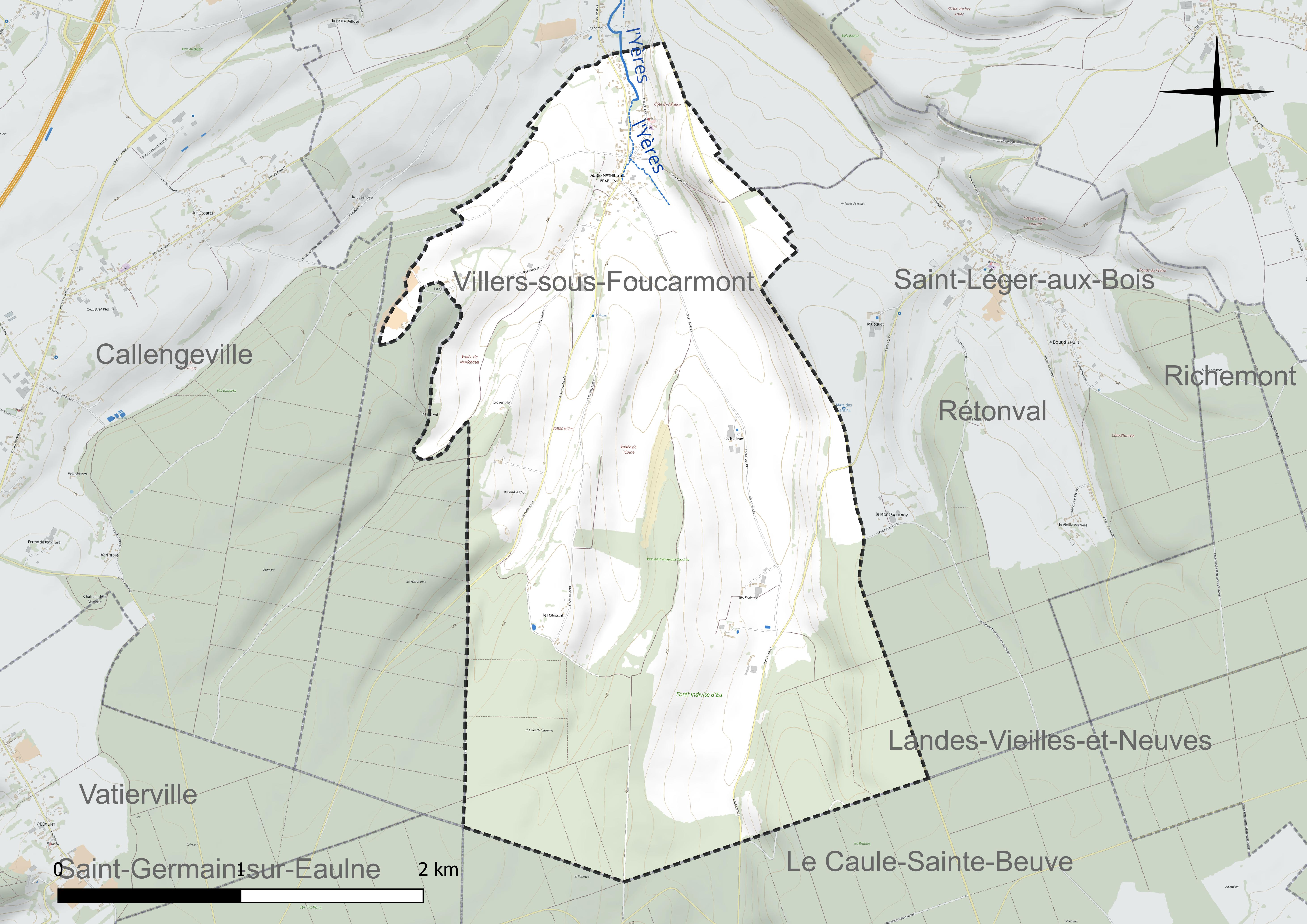
Réseau hydrographique d'Aubermesnil-aux-Érables.

### Climat
Pour des articles plus généraux, voir Climat de la Normandie et Climat de la Seine-Maritime.
En 2010, le climat de la commune est de type climat des marges montargnardes, selon une étude du CNRS s'appuyant sur une série de données couvrant la période 1971-2000. En 2020, Météo-France publie une typologie des climats de la France métropolitaine dans laquelle la commune est exposée à un climat océanique et est dans la région climatique Côtes de la Manche orientale, caractérisée par un faible ensoleillement (1 550 h/an) ; forte humidité de l’air (plus de 20 h/jour avec humidité relative > 80 % en hiver), vents forts fréquents. Parallèlement le GIEC normand, un groupe régional d’experts sur le climat, différencie quant à lui, dans une étude de 2020, trois grands types de climats pour la région Normandie, nuancés à une échelle plus fine par les facteurs géographiques locaux. La commune est, selon ce zonage, exposée à un « climat contrasté des collines », correspondant au Pays de Bray, bien arrosé et frais.
Pour la période 1971-2000, la température annuelle moyenne est de 10,3 °C, avec une amplitude thermique annuelle de 14,3 °C. Le cumul annuel moyen de précipitations est de 872 mm, avec 13,5 jours de précipitations en janvier et 8,7 jours en juillet. Pour la période 1991-2020, la température moyenne annuelle observée sur la station météorologique la plus proche, située sur la commune de Bouelles à 13 km à vol d'oiseau, est de 10,7 °C et le cumul annuel moyen de précipitations est de 838,4 mm,. Pour l'avenir, les paramètres climatiques de la commune estimés pour 2050 selon différents scénarios d’émission de gaz à effet de serre sont consultables sur un site dédié publié par Météo-France en novembre 2022.

## Urbanisme

### Typologie
Au 1er janvier 2024, Aubermesnil-aux-Érables est catégorisée commune rurale à habitat dispersé, selon la nouvelle grille communale de densité à sept niveaux définie par l'Insee en 2022.
Elle est située hors unité urbaine et hors attraction des villes,.

### Occupation des sols
L'occupation des sols de la commune, telle qu'elle ressort de la base de données européenne d’occupation biophysique des sols Corine Land Cover (CLC), est marquée par l'importance des territoires agricoles (68,9 % en 2018), en augmentation par rapport à 1990 (68,1 %). La répartition détaillée en 2018 est la suivante : 
terres arables (43,1 %), forêts (31,1 %), prairies (25,8 %). L'évolution de l’occupation des sols de la commune et de ses infrastructures peut être observée sur les différentes représentations cartographiques du territoire : la carte de Cassini (XVIIIe siècle), la carte d'état-major (1820-1866) et les cartes ou photos aériennes de l'IGN pour la période actuelle (1950 à aujourd'hui).

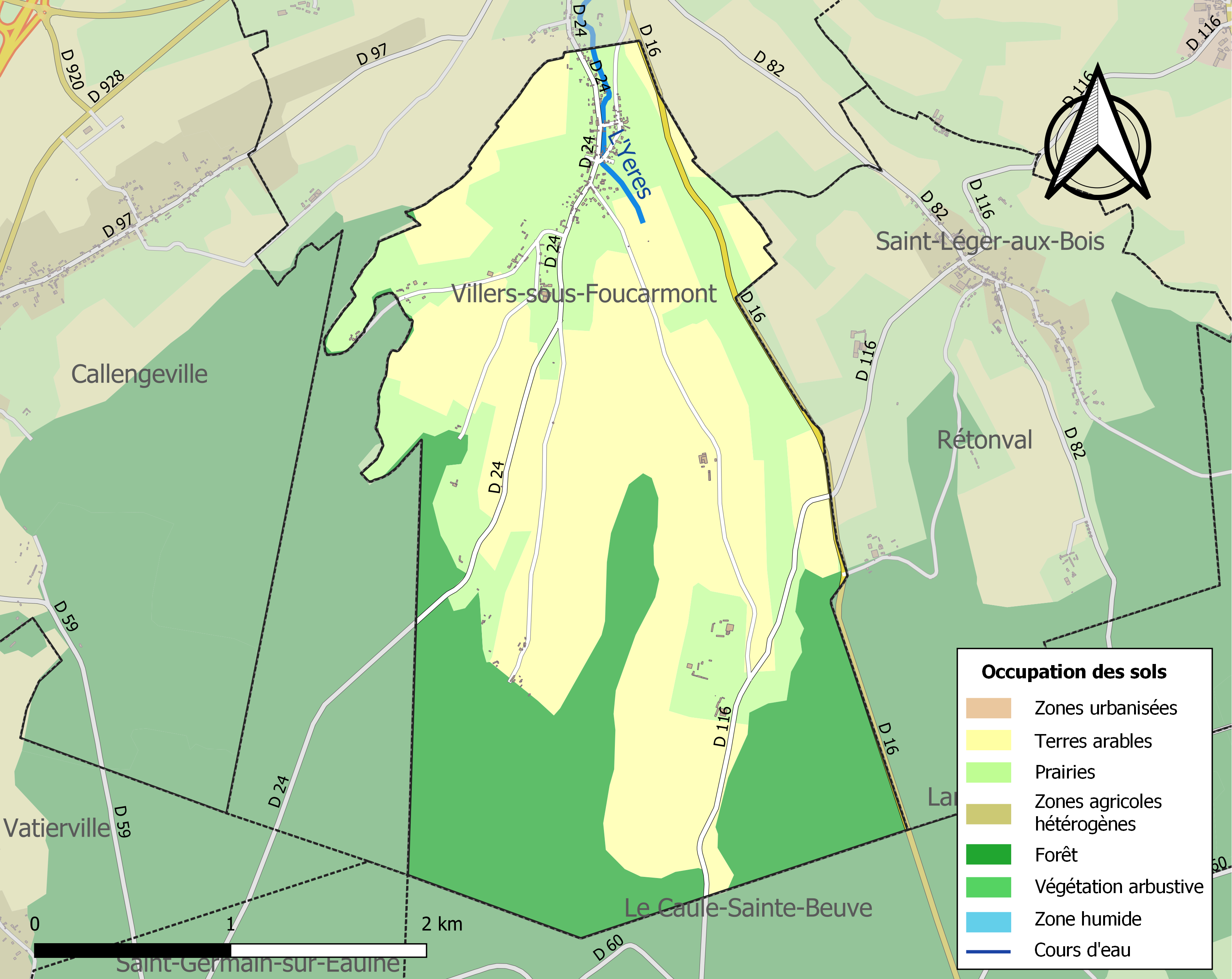
Carte des infrastructures et de l'occupation des sols de la commune en 2018 (CLC).

## Toponymie
Le nom de la localité est attesté sous la forme Osber maisnil vers 1119.
On dit localement Aubermesnil-les-Erables.
Le déterminant « aux-Érables » a été ajouté en 1969 sur proposition du maire de l'époque, Raymond Modard. Les Érables étant une ancienne paroisse.

## Histoire
En 1944, des V1 (vergeltungswaffen) sont lancés par les Allemands du mont Gournoy vers l'Angleterre,.

## Politique et administration

### Rattachements administratifs et électoraux
La commune se trouve depuis 1926 dans l'arrondissement de Dieppe du département de la Seine-Maritime. Pour l'élection des députés, elle fait partie depuis 2012 de la sixième circonscription de la Seine-Maritime.
Elle faisait partie depuis 1802 du canton de Blangy-sur-Bresle. Dans le cadre du redécoupage cantonal de 2014 en France, la commune est désormais intégrée au canton d'Eu.

### Intercommunalité
La commune était membre de la communauté de communes de Blangy-sur-Bresle créée par arrêté préfectoral du 10 septembre 2001 et regroupant les 19 communes du canton de Blangy-sur-Bresle et qui  succèdait au SIVOM de Blangy-sur-Bresle, créé  au 1er janvier 1979 afin de gérer pour le compte de ces communes le ramassage et le traitement des odures ménagères ainsi que le ramassage scolaire.
La loi portant nouvelle organisation territoriale de la République (Loi NOTRe) du 7 août 2015 prescrit, dans le cadre de l'approfondissement de la coopération intercommunale, que les intercommunalités à fiscalité propre doivent, sauf exceptions, regrouper au moins 15 000 habitants.
Les communautés de communes de Blangy-sur-Bresle et du canton d'Aumale, dont aucune n'atteignait le seuil légal, ont donc été amenées à fusionner, créant le 1er janvier 2017 la Communauté de communes interrégionale Aumale - Blangy-sur-Bresle, dont est désormais membre la commune.

### Liste des maires
| Période                                  | Période                   | Identité        | Étiquette | Qualité                                                                   |
| ---------------------------------------- | ------------------------- | --------------- | --------- | ------------------------------------------------------------------------- |
| Les données manquantes sont à compléter. |                           |                 |           |                                                                           |
|                                          |                           | Louis Devigne   |           |                                                                           |
| avant 1969                               |                           | Raymond Modard  |           |                                                                           |
| Les données manquantes sont à compléter. |                           |                 |           |                                                                           |
| mars 2001                                | octobre 2019,             | Maurice Denis   | PS        | Retraité agricole, après une carrière d’inséminateur Décédé en fonctions. |
| 2019                                     | mai 2020                  | Xavier Menpiot  |           | Agriculteur                                                               |
| mai 2020 ,                               | En cours (au 4 juin 2020) | Nicolas Galhaut |           | Dirigeant d’une société de construction                                   |

## Démographie
L'évolution du nombre d'habitants est connue à travers les recensements de la population effectués dans la commune depuis 1793. Pour les communes de moins de 10 000 habitants, une enquête de recensement portant sur toute la population est réalisée tous les cinq ans, les populations de référence des années intermédiaires étant quant à elles estimées par interpolation ou extrapolation. Pour la commune, le premier recensement exhaustif entrant dans le cadre du nouveau dispositif a été réalisé en 2004.

En 2022, la commune comptait 201 habitants, en évolution de −1,95 % par rapport à 2016 (Seine-Maritime : +0,35 %, France hors Mayotte : +2,11 %).
| 1793 | 1800 | 1806 | 1821 | 1831 | 1836 | 1841 | 1846 | 1851 |
| ---- | ---- | ---- | ---- | ---- | ---- | ---- | ---- | ---- |
| 410  | 418  | 421  | 468  | 498  | 796  | 505  | 504  | 515  |

| 1856 | 1861 | 1866 | 1872 | 1876 | 1881 | 1886 | 1891 | 1896 |
| ---- | ---- | ---- | ---- | ---- | ---- | ---- | ---- | ---- |
| 455  | 432  | 416  | 381  | 400  | 349  | 334  | 352  | 332  |

| 1901 | 1906 | 1911 | 1921 | 1926 | 1931 | 1936 | 1946 | 1954 |
| ---- | ---- | ---- | ---- | ---- | ---- | ---- | ---- | ---- |
| 326  | 290  | 269  | 205  | 249  | 276  | 284  | 272  | 269  |

| 1962 | 1968 | 1975 | 1982 | 1990 | 1999 | 2004 | 2006 | 2009 |
| ---- | ---- | ---- | ---- | ---- | ---- | ---- | ---- | ---- |
| 233  | 215  | 204  | 197  | 191  | 203  | 226  | 234  | 203  |

| 2014 | 2019 | 2022 | - | - | - | - | - | - |
| ---- | ---- | ---- | - | - | - | - | - | - |
| 204  | 199  | 201  | - | - | - | - | - | - |

## Culture locale et patrimoine

### Lieux et monuments
- Église Notre-Dame. Le bâtiment est bâti à flanc de coteau, à une exposition plein sud.
- * Ancien site de lancement de missiles (V1), au mont Gournoy, datant de la fin de la Seconde Guerre mondiale[16].

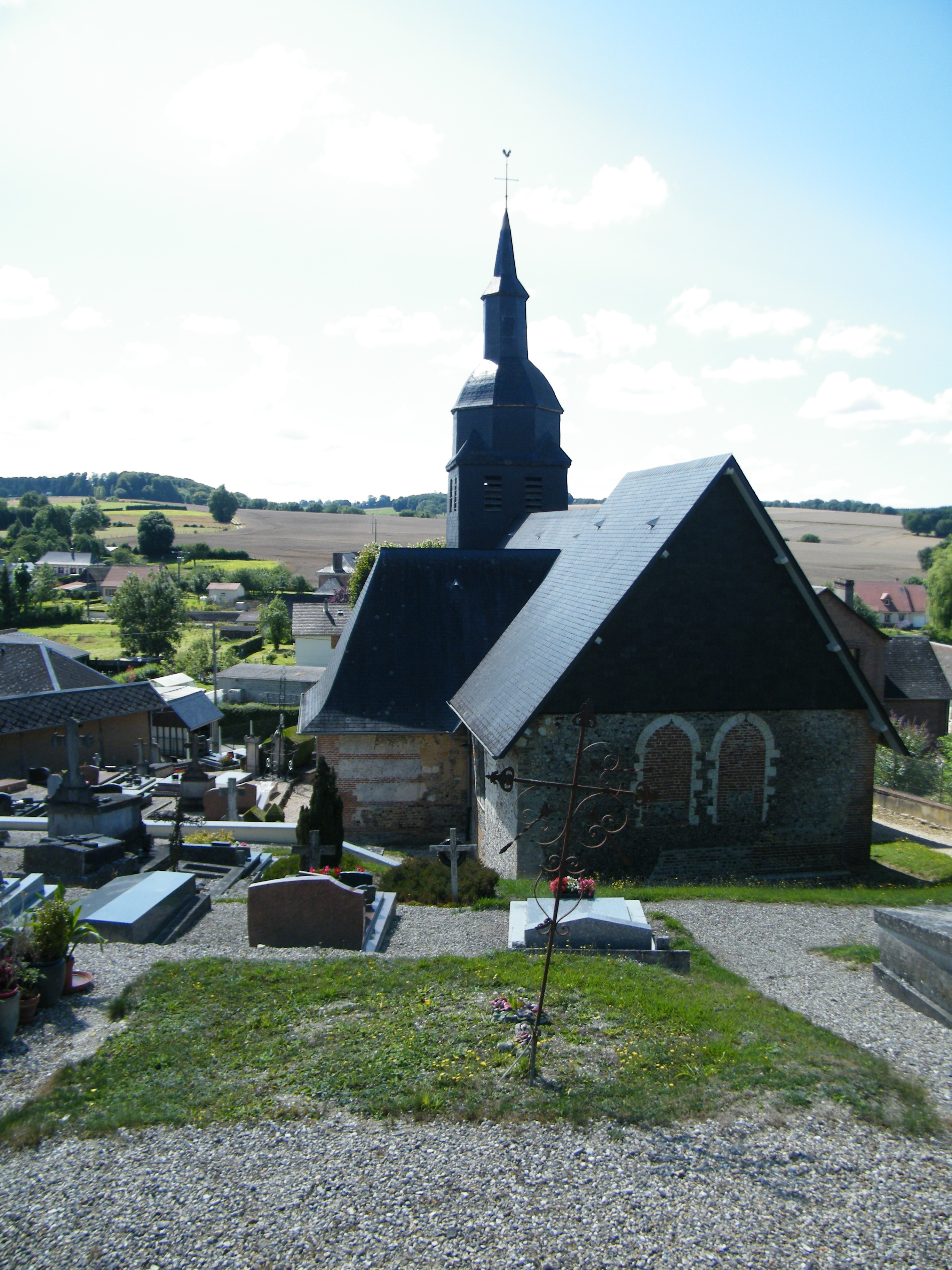
L'église Notre-Dame.
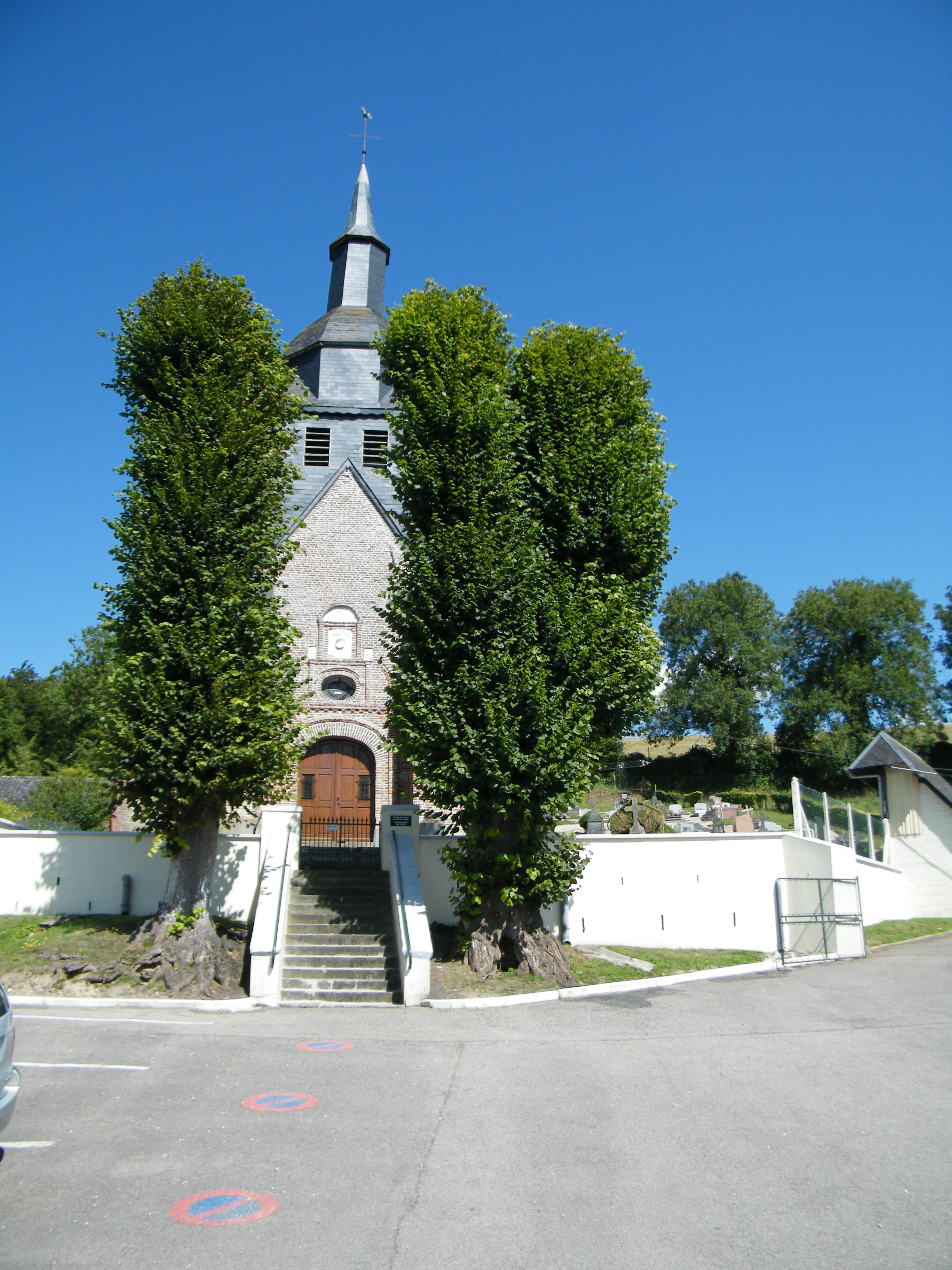
Façade de l'église.
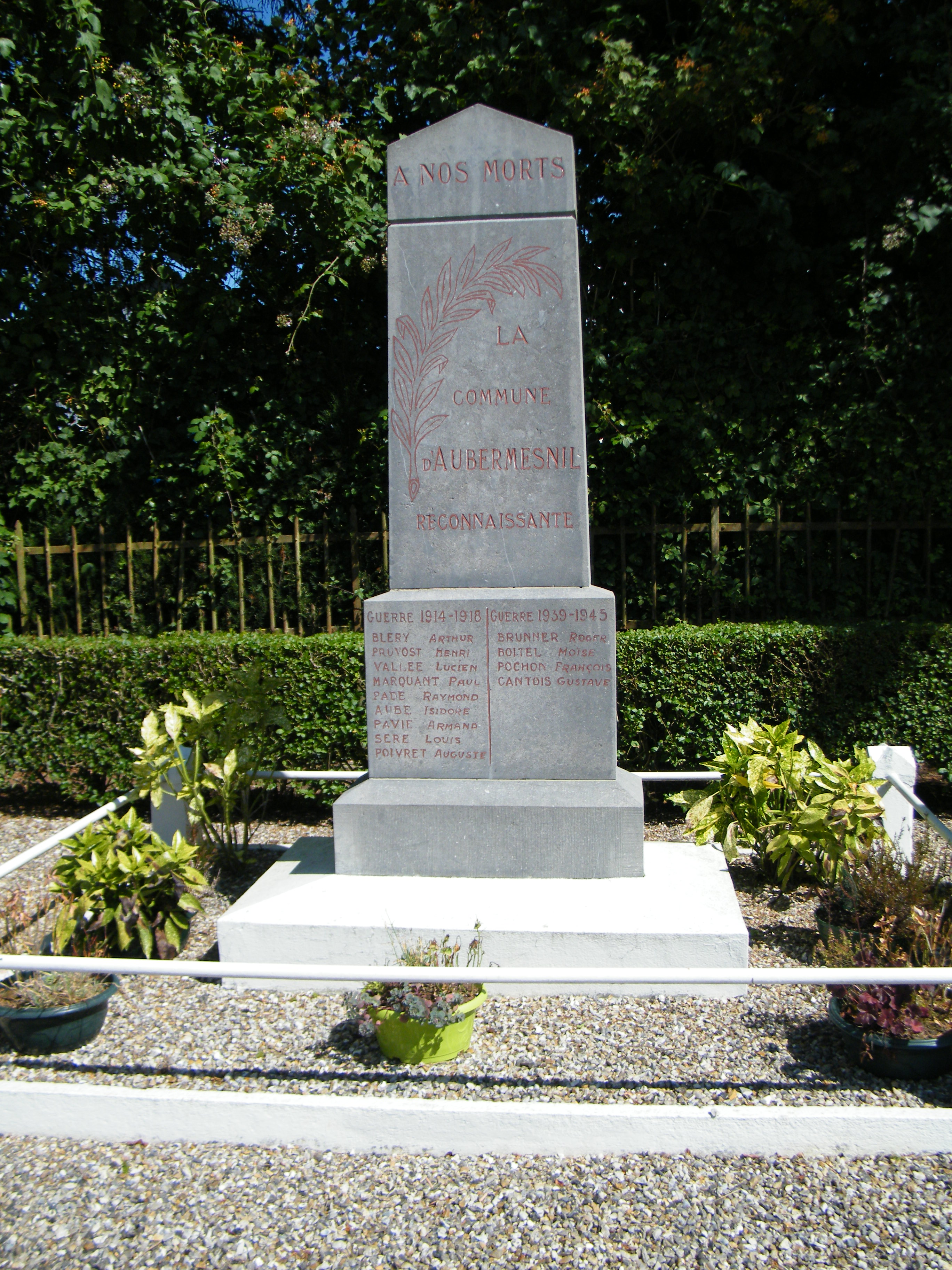
Le monument aux morts.

### Personnalités liées à la commune
L'acteur Bourvil possédait une ferme dans le village, qui est toujours utilisée en tant que telle.